# 3358 Anikushin
3358 Anikushin eller 1978 RX är en asteroid i huvudbältet som upptäcktes den 1 september 1978 av den rysk-sovjetiske astronomen Nikolaj Tjernych vid Krims astrofysiska observatorium på Krim. Den har fått sitt namn efter Michail Anikusjin.
Asteroiden har en diameter på ungefär fjorton kilometer och tillhör asteroidgruppen Themis.